# Bolsa de Dívida e Valores de Angola
A Bolsa de Dívida e Valores de Angola (BODIVA) é a uma bolsa de valores do mercado angolano, sediada na cidade de Luanda. Trata-se de uma entidade gestora cujas responsabilidades passam por assegurar a transparência, eficiência e segurança das transacções nos mercados regulamentados de valores mobiliários, com o objectivo de estimular a participação de pequenos investidores e a concorrência entre todos os operadores.
Anunciada em 2006, em 2008, em 2009 e em 2010, passou muto tempo sem previsão de operar. A razão é que muitas empresas do país não preenchiam os requisitos necessários para participar de um mercado acionário. O edifício projetado para a BODIVA ficou ocioso, enquanto o governo angolano elaborava o arcabouço legal e institucional para permitir a negociação e participação acionária estrangeira. O governo planeja listar uma subsidiária do vasto monopólio estatal de petróleo, a Sonangol, como o chamariz da bolsa. Foi pensado também a inclusão da empresa estatal de diamantes Endiama, do banco líder comercial Banco de Fomento Angola e do grupo de telecomunicações Unitel como candidatos para uma listagem inicial na bolsa.
No dia 19 de dezembro de 2014 arrancou o mercado de capitais em Angola, regulado pela Comissão do Mercado de Capitais. A BODIVA recebeu o mercado secundário de dívida pública.
Em 26 de janeiro de 2015, o Banco de Fomento Angola (BFA) tornou-se a primeira entidade de negociação da Bolsa de Dívida e Valores de Angola.

O arranque do mercado de dívida corporativa ocorreu em 2018 e o lançamento do mercado acionista foi realizado em 2022, com a operação de oferta pública de ações na BODIVA da totalidade da carteira do Banco Angolano de Investimentos pertencente à Sonangol Holding.